# Виктор Самуилов
Виктор Исак Самуилов е български писател и поет, преводач от руски език и сценарист. Автор е на множество книги за деца и възрастни, хумористична проза и поезия, съавтор на детски читанки.

## Биография
Роден е на 10 май 1946 г. в София. През 1970 г. завършва българска филология в Софийския университет. Работи като редактор във вестник „Народна младеж“ (1970 – 1974) и списание „Български воин“ (1974 – 1978), а от 1978 г. – като редактор и сценарист на анимационни филми в Студия за анимационни филми „София“.
Заедно с Доньо Донев и Димитър Бежански е съосновател на хумористичния седмичник „Тримата глупаци“, излизал от 1991 до 1999 година. В него Самуилов заема поста „безотговорен глупак“.

## Признание и награди
- През 2004 г. получава националната награда „Петко Р. Славейков“ за цялостен принос в детската литература.
- През 2005 г. получава националната награда „Константин Константинов“ в категория Автор.
- През 2007 г. е удостоен с наградата на Международния център за югоизточна европейска литература за деца и юноши заедно със сръбския писател Владимир Андрич.
- През 2015 г. получава националната награда „Константин Константинов“ за цялостен принос в детското книгоиздаване.[2]
- На 10 юни 2016 г. става носител на Националната награда „Христо Г. Данов“ в раздел „Издание за деца“ за книгата „Не е честно“.[3]
- Номиниран е за международната Мемориална награда „Астрид Линдгрен“ за 2018 г.
- Носител на Националната награда „Орфеев венец“ за високи постижения в съвременната поезия - 2020 г.[4][5]
- Носител на награда „Перото“ за 2021 г. в категория „Поезия“ за стихосбирката „Аорист“.[6]
- Носител на Националната награда за литература "Валери Петров" за 2023 г.

## Филмография
Сценарист
- Гарсониера (1979), късометражен
- Ден като глухарче (1981), късометражен
- Опитът се зачита (1983), късометражен
- От все сърце (1985), късометражен
- Пясъчни кули (1986), късометражен
- Вдън прогледния мрак (1987), късометражен

Музика
- Етюд за осата (1976)

Актьор
- Етюд за осата (1976)